# Vatera
Vatera es una ciudad en el sur de la isla de Lesbos, a 55 kilómetros de la capital, Mitilene. Con una playa de 8 kilómetros, la más larga de la isla, fue en el pasado un centro de vacaciones para los residentes de las ciudades vecinas. Sin embargo, en los últimos 20 años comenzó a desarrollar el turismo exterior, acudiendo muchos visitantes del resto de Grecia y del extranjero. En el invierno, Vatera tiene una población de 150 habitantes. 
La playa tiene vistas a la isla de Quíos y el Psará, mientras que a una distancia de tres kilómetros  del pueblo costero se encuentra el cabo de Agios Fokas, donde aún se conservan las ruinas del templo de Dioniso y una basílica de la época paleocristiana. 
Vatera tiene una rica flora y fauna, mientras que a poca distancia se encuentra también el pueblo Vrisa, que alberga un museo de historia natural, con fósiles de los alrededores del Paleolítico.